# Division Nationale w piłce siatkowej mężczyzn
Division Nationale (lub National League) – cykliczne, krajowe rozgrywki sportowe organizowane od sezonu 1958/1959 przez Luksemburski Związek Piłki Siatkowej, mające na celu wyłonienie siatkarskiego mistrza Luksemburga. Pierwszym mistrzem Luksemburga został CAL/Clausen. Największą liczbę tytułów mistrzowskich zdobył jak dotychczas VC Strassen (19).
W latach 2010-2024 rozgrywki nosiły nazwę Novotel-Ligue.

## Medaliści
| Sezon     | 1. miejsce                                                              | 2. miejsce                                                              | 3. miejsce                                                              |
| --------- | ----------------------------------------------------------------------- | ----------------------------------------------------------------------- | ----------------------------------------------------------------------- |
| 1958/1959 | CAL/Clausen                                                             |                                                                         |                                                                         |
| 1959/1960 | CAL/Clausen                                                             |                                                                         |                                                                         |
| 1960/1961 | CAL/Clausen                                                             |                                                                         |                                                                         |
| 1961/1962 | CAL/Clausen                                                             |                                                                         |                                                                         |
| 1962/1963 | CAL/Clausen                                                             |                                                                         |                                                                         |
| 1963/1964 | US Lalléng                                                              |                                                                         |                                                                         |
| 1964/1965 | CAL/Clausen                                                             |                                                                         |                                                                         |
| 1965/1966 | CAL/Clausen                                                             |                                                                         |                                                                         |
| 1966/1967 | VC ARIS                                                                 |                                                                         |                                                                         |
| 1967/1968 | VC ARIS                                                                 |                                                                         |                                                                         |
| 1968/1969 | CAL/Clausen                                                             |                                                                         |                                                                         |
| 1969/1970 | CAL/Clausen                                                             |                                                                         |                                                                         |
| 1970/1971 | CAL/Clausen                                                             |                                                                         |                                                                         |
| 1971/1972 | VC ARIS                                                                 |                                                                         |                                                                         |
| 1972/1973 | CAL/Clausen                                                             |                                                                         |                                                                         |
| 1973/1974 | CAL/Clausen                                                             |                                                                         |                                                                         |
| 1974/1975 | CAL/Clausen                                                             |                                                                         |                                                                         |
| 1975/1976 | CAL/Clausen                                                             |                                                                         |                                                                         |
| 1976/1977 | CAL/Clausen                                                             |                                                                         |                                                                         |
| 1977/1978 | VC Bonnevoie                                                            |                                                                         |                                                                         |
| 1978/1979 | CAL/Clausen                                                             |                                                                         |                                                                         |
| 1979/1980 | CAL/Clausen                                                             |                                                                         |                                                                         |
| 1980/1981 | VC ARIS                                                                 |                                                                         |                                                                         |
| 1981/1982 | VC ARIS                                                                 |                                                                         |                                                                         |
| 1982/1983 | CAL/Clausen                                                             |                                                                         |                                                                         |
| 1983/1984 | VC Bonnevoie                                                            |                                                                         |                                                                         |
| 1984/1985 | VC Mamer                                                                |                                                                         |                                                                         |
| 1985/1986 | VC Mamer                                                                |                                                                         |                                                                         |
| 1986/1987 | VC Strassen                                                             |                                                                         |                                                                         |
| 1987/1988 | VC Mamer                                                                |                                                                         |                                                                         |
| 1988/1989 | VC Strassen                                                             |                                                                         |                                                                         |
| 1989/1990 | VC Strassen                                                             |                                                                         |                                                                         |
| 1990/1991 | VC Mamer                                                                |                                                                         |                                                                         |
| 1991/1992 | VC Mamer                                                                |                                                                         |                                                                         |
| 1992/1993 | VC Mamer                                                                |                                                                         |                                                                         |
| 1993/1994 | VC Strassen                                                             |                                                                         |                                                                         |
| 1994/1995 | VC Mamer                                                                |                                                                         |                                                                         |
| 1995/1996 | VC Mamer                                                                |                                                                         |                                                                         |
| 1996/1997 | Volley 80 Pétange                                                       |                                                                         |                                                                         |
| 1997/1998 | Volley 80 Pétange                                                       |                                                                         |                                                                         |
| 1998/1999 | VC Mamer                                                                |                                                                         |                                                                         |
| 1999/2000 | Volley 80 Pétange                                                       |                                                                         |                                                                         |
| 2000/2001 | VC Mamer                                                                |                                                                         |                                                                         |
| 2001/2002 | Volley Bartreng                                                         |                                                                         |                                                                         |
| 2002/2003 | VC Mamer                                                                |                                                                         |                                                                         |
| 2003/2004 | VC Strassen                                                             |                                                                         |                                                                         |
| 2004/2005 | VC Lorentzweiler                                                        |                                                                         |                                                                         |
| 2005/2006 | VC Strassen                                                             |                                                                         | VC Lorentzweiler                                                        |
| 2006/2007 | VC Strassen                                                             | VC Lorentzweiler                                                        |                                                                         |
| 2007/2008 | Volley 80 Pétange                                                       | VC Strassen                                                             | VC Lorentzweiler                                                        |
| 2008/2009 | Volley 80 Pétange                                                       | VC Fentange                                                             | VC Strassen                                                             |
| 2009/2010 | VC Strassen                                                             | Volley 80 Pétange                                                       | VC Fentange                                                             |
| 2010/2011 | VC Strassen                                                             | VC Fentange                                                             | CHEV Diekirch                                                           |
| 2011/2012 | VC Strassen                                                             | VC Fentange                                                             | CHEV Diekirch                                                           |
| 2012/2013 | CHEV Diekirch                                                           | VC Strassen                                                             | Volley Bartreng                                                         |
| 2013/2014 | VC Strassen                                                             | CHEV Diekirch                                                           | RSR Walfer                                                              |
| 2014/2015 | VC Strassen                                                             | CHEV Diekirch                                                           | RSR Walfer                                                              |
| 2015/2016 | VC Strassen                                                             | RSR Walfer                                                              | CHEV Diekirch                                                           |
| 2016/2017 | VC Strassen                                                             | VC Fentange                                                             | RSR Walfer                                                              |
| 2017/2018 | VC Fentange                                                             | VC Strassen                                                             | VC Lorentzweiler                                                        |
| 2018/2019 | CHEV Diekirch                                                           | VC Fentange                                                             | VC Strassen                                                             |
| 2019/2020 | Z powodu pandemii COVID-19 rozgrywki zostały przerwane i niedokończone. | Z powodu pandemii COVID-19 rozgrywki zostały przerwane i niedokończone. | Z powodu pandemii COVID-19 rozgrywki zostały przerwane i niedokończone. |
| 2020/2021 | VC Strassen                                                             | VC Lorentzweiler                                                        | Escher VBC                                                              |
| 2021/2022 | VC Stroossen                                                            | Volley Bartreng                                                         | VC Fentange                                                             |
| 2022/2023 | VC Stroossen                                                            | Volley Bartreng                                                         | VC Lorentzweiler                                                        |
| 2023/2024 | VC Stroossen                                                            | Volley Bartreng                                                         | VC Lorentzweiler                                                        |
| 2024/2025 | VC Stroossen                                                            | Volley Bartreng                                                         | VC Lorentzweiler                                                        |

## Bilans klubów
| Drużyna           | Tytuły |
| ----------------- | ------ |
| VC Strassen       | 19     |
| CAL/Clausen       | 18     |
| VC Mamer          | 11     |
| VC ARIS           | 5      |
| Volley 80 Pétange | 5      |
| CHEV Diekirch     | 2      |
| VC Bonnevoie      | 2      |
| US Lalléng        | 1      |
| VC Fentange       | 1      |
| VC Lorentzweiler  | 1      |
| Volley Bartreng   | 1      |